# Yoshie Kasajima
Yoshie Kasajima (笠嶋 由恵 Kasajima Yoshie?), född 12 maj 1975, är en japansk tidigare fotbollsspelare.
Yoshie Kasajima spelade 24 landskamper för det japanska landslaget. Hon deltog bland annat i Asiatiska mästerskapet i fotboll för damer 2001 och Asiatiska spelen 2002.